# Andreas Petrik
Andreas Petrik (geb. 1968 in Aachen) ist ein deutscher Politik- und  Sozialwissenschaftler.

## Leben
Im Jahr 1988 schloss Andreas Petrik seine Schulzeit mit dem Abitur ab. Von 1988 bis 1990 absolvierte er den Zivildienst an einer Schule für geistig Behinderte in Marburg. Anschließend studierte er von 1990 bis 1997 Politikwissenschaft, Germanistik und Pädagogik an der Universität Marburg. Das Studium schloss er mit dem Ersten Staatsexamen ab.
Ab 1994 war Petrik für sechs Jahre Seminarleiter und Referent beim Verein zur Förderung politischen Handelns in Bonn. In den Jahren 1998 bis 2000 absolvierte er sein Referendariat und erlangte somit das Zweite Staatsexamen. Danach war er bis 2004 als Wissenschaftlicher Mitarbeiter im Fachbereich Erziehungswissenschaft der Universität Hamburg tätig, wo er dem Arbeitsbereich Didaktik der sozialwissenschaftlichen Fächer zugeteilt war. Zwischen 2004 und 2008 war Petrik Studienrat am Hamburger Corvey-Gymnasium.
Im Jahr 2006 wurde er an der Universität Hamburg zum Dr. phil. promoviert und wurde zudem Mitglied der Kommission zur kompetenzorientierten Überarbeitung des Hamburger Bildungsplans für Politik/Gesellschaft/Wirtschaft. Im Sommersemester 2008 vertrat er die Professur Didaktik der Sozialkunde an der Universität Halle-Wittenberg.
Seit dem Wintersemester 2008/2009 ist er Universitätsprofessor für Didaktik der Sozialkunde in Halle (Saale) an der Martin-Luther-Universität.

### Forschung
Seinen Forschungsschwerpunkt hat Petrik in der politischen Bildung und ihren Methoden. So beschäftigt er sich unter anderem mit verschiedenen Methoden wie z. B. der „Dorfgründungssimulation“ und Planspielen, aber auch mit der Frage „Was ist gute politische Bildung?“.

## Publikationen (Auswahl)
- Was ist gute politische Bildung? Leitfaden für den sozialwissenschaftlichen Unterricht. Wochenschau Verlag, Schwalbach 2015.
- Wie qualitative Methoden einen Fall aufschließen. Acht Perspektiven auf eine Politikunterrichtsstunde zum Thema Wahlen. In: Politikunterricht erforschen. Band 1. Wochenschau Verlag, Frankfurt 2019.
- Von den Schwierigkeiten, ein politischer Mensch zu werden. Konzept und Praxis einer genetischen Politikdidaktik. In: Studien zur Bildungsgangsforschung. Band 13. 2.. Budrich, Opladen/Berlin/Toronto 2013.